# Пекінська Шмідт-ПЗЗ астероїдна програма

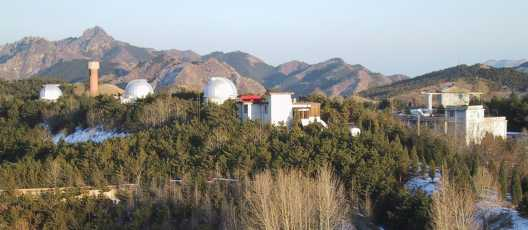
Будівлі обсерваторії

Пекінська Шмідт-ПЗЗ астероїдна програма (англ. Beijing Schmidt CCD Asteroid Program, SCAP) — проєкт, організований у травні 1995 року Пекінською астрономічною обсерваторією під управлінням Китайської академії наук. Його основним завданням було виявлення астероїдів, включаючи астероїди, які наближаються до Землі.

## Технологія й результати проєкту
Для спостереження в проєкті використовувався телескоп Шмідта 60/90 см з ПЗЗ-камерою 2048*2048 пікселів, яка пізніше була замінена на ПЗЗ-камеру 4096*4096 пікселів. Телескоп встановлено на Сінлунській спостережній станції поблизу Ченде в провінції Хебей. Починаючи з 1999 року, телескоп в основному використовувався для огляду South Galactic Cap U-band Sky Survey, спільного проєкту Національної астрономічної обсерваторії Китайської академії наук з Обсерваторією Стюарда Університету Аризони. За сім років роботи в межах цієї програми було відкрито 1303 астероїди. Останнє небесне тіло в огляді було виявлено 15 вересня 2002 року — ним став астероїд головного поясу (326629) 2002 RF249.

## Наступні проєкти
Після завершення проєкту пошук і спостереження астероїдів були продовжені в Обсерваторії Пурпурової Гори біля Нанкіна. Особливий інтерес викликають навколоземні астероїди, для яких, щоб уникнути смогу та світлового забруднення в районі Нанкіна у жовтні 2006 року був встановлений спеціалізований телескоп в Обсерваторії Пурпурової гори в окрузі Сюї на кордоні провінцій Цзянсу і Аньхой.
Щоб доповнити оптичні спостереження, в Чунціні встановлюють радарну систему, «Фасетне око» (中国复眼). Перша частина системи, складена з чотирьох параболічних антен діаметром 16 м кожна в районі Юбей була здана в експлуатацію в грудні 2022 року. 14 лютого 2023 року почалося будівництво другої частини системи з 25 антенами діаметром 30 м кожна в повіті Юньян.